# Capnia yosemite
Capnia yosemite is een steenvlieg uit de familie Capniidae. De wetenschappelijke naam van de soort is voor het eerst geldig gepubliceerd in 1987 door Nelson & Baumann.